# Patrick Edward McGovern
Pour les articles homonymes, voir McGovern.
Patrick Edward McGovern (né le 9 décembre 1944) est le directeur scientifique du laboratoire d'archéologie biomoléculaire pour la cuisine, les boissons fermentées et la santé du musée de l'université de Pennsylvanie (Penn Museum) à Philadelphie. Il est également professeur adjoint d'anthropologie à l'université de Pennsylvanie.
On le surnomme souvent « l'Indiana Jones de l'alcool, l'archéologue de la bière, ou encore le Lazare des libations ».

## Carrière
Avec un Bachelor of Arts en chimie de l'université Cornell, des études supérieures en neurochimie à l'université de Rochester et un Ph. D. en archéologie du Proche-Orient et en littérature de l'Asie et du Moyen-Orient de l'université de Pennsylvanie, la formation universitaire de Patrick McGovern combine les sciences, l'archéologie et l'histoire.
Pendant plus de trois décennies au Penn Museum, son laboratoire est à la pointe de l'application de nouvelles techniques scientifiques à l'archéologie, application souvent désignée comme archéométrie ou science archéologique.
Par exemple en 1978, un sondage par magnétomètre Césium dans la vallée de Baq'ah en Jordanie - un des projets du Penn Museum effectués sous la direction de Patrick McGovern - localise l'une des plus grandes grottes funéraires du début de l'âge du fer jamais trouvée dans le sud du Levant. Certains des 227 individus fouillés dans la tombe portent des bracelets de cheville et de poignet métalliques et les analyses montrent qu'il s'agit d'un acier doux, l'une des premières occurrences connues d'alliage fer-carbone.
Les programmes de recherche développés dans les années 1980 sur les techniques de poterie et de verrerie anciennes sont très novateurs à l'époque et le sont restés,.
Depuis le début des années 1980, le laboratoire défriche le domaine interdisciplinaire de l'archéologie biomoléculaire qui s'intéresse aux traces de composés organiques produits par l'activité humaine[réf. souhaitée]. Ce champ promet d'ouvrir de nouveaux chapitres relatifs à la génétique humaine et au développement culturel, y compris la cuisine, la médecine, l'architecture et d'autres arts sur les 4 millions d'années passées et plus[Information douteuse].
En tant que chercheur consultant de la section Proche-Orient du Penn Museum, il a aussi dirigé le « Baq'ah Valley (Jordan) Project » au cours des 25 dernières années, et a été impliqué dans de nombreux autres fouilles dans tout le Moyen-Orient comme consultant en poterie et en stratigraphie. Il a également publié en 1994 une étude détaillée de la garnison de Beth Shan, une ancienne fouille du Penn Museum.
En tant que professeur adjoint au département d'anthropologie à l'université de Pennsylvanie, il a donné des cours d'archéologie moléculaire et d'archéologique de la céramique.

## Archéologie biomoléculaire

### Colorants antiques
Tout d'abord, la caractérisation chimique de la pourpre de Tyr, la fameuse teinture des marins phéniciens, démontre que des composés organiques anciens peuvent survivre plus de 3 000 ans,,. Une équipe du Penn Museum trouve des amphores et des tessons de cuves contenant des résidus de couleur pourpre à Sarepta (Sarafand) le long de la côte du Liban, le premier site à être fouillé extensivement en Phénicie. La masse de coquilles de deux des trois espèces méditerranéennes de mollusques qui produisent la pourpre (Murex trunculus et M. brandaris) brisées spécifiquement pour extraire les glandes à l'origine du colorant, les vestiges des fours servant à chauffer l'extrait, et les preuves chimiques, soutiennent l'hypothèse que les tessons proviennent d'une ancienne usine cananéenne de fabrication de pourpre.

### Vin, bière, hydromel
Au début des années 1990, le laboratoire identifie les premières traces confirmées chimiquement de vin de raisin et de bière d'orge au Proche-Orient, à Godin Tepe en Iran, vers 3 400-3 000 av. J.-C.. La date la plus ancienne pour le vin a ensuite été repoussée au Néolithique, vers 5 400-5 000 av. J.-C. d'après des poteries fouillées à Hajji Firuz en Iran. Dans un document publié en 2017, une équipe d'historiens et de scientifiques donne les preuves biomoléculaires et archéobotaniques d'une datation vers 6 000-5 800 av. J.-C.. L'étude de l'ADN de raisin montre que le raisin eurasiatique (Vitis vinifera) a sans doute été domestiqué dans les régions montagneuses du Proche-Orient, dans la région s'étendant du nord-ouest des monts Zagros et de la Transcaucasie à l'est des Monts Taurus, dès 7 000 av. J.-C.. À la suite de ces investigations, le raisin eurasiatique a été le premier fruit dont le génome a été entièrement séquencé.
La recherche s'est concentrée au début du nouveau millénaire sur la période néolithique dans la vallée du fleuve Jaune en Chine. Sur le site de Jiahu, le laboratoire a découvert la plus ancienne des boissons alcoolisées dans le monde datant d'environ 7 000-6 600 av. J.-C.. C'était un mélange fermenté de riz, de miel, de raisin et de baies d'aubépine (Crataegus pinnatifida et C. cuneata).

### Boissons chocolatées
Le laboratoire et ses collaborateurs ont commencé en 2004 à étudier certains des plus anciens chocolats de Mésoamérique datés vers 1 400-1 100 av. J.-C., : des jarres de Puerto Escondido au Honduras en forme de cabosses de cacaoyer (Theobroma cacao) semblent annoncer une boisson chocolatée. Aucun additif n'ayant été détecté dans les premières jarres de Puerto Escondido, il est probable que la boisson était alors faite uniquement à partir de la pulpe du fruit, qui contient environ 15% de sucre et fermente naturellement, donnant une boisson légèrement alcoolisée. Cette boisson peut avoir conduit à la domestication de l'arbre. Aux époques maya et aztèque ultérieures, on fabrique la boisson chocolatée à partir de fèves de cacao (les graines) avec des additifs tels que miel, piments, fleurs parfumées, etc. Comme le vin de raisin, le vin de riz et la bière d'orge du Vieux Monde, le « vin » de chocolat du Nouveau Monde est devenu l'apanage de la royauté, de l'élite et de la religion.

### Anciens médicaments
Le laboratoire contribue à une initiative récente visant à découvrir des composants de plantes et résines dans d'ancienne boissons alcoolisées aux propriétés curatives. L'alcool dissout facilement les composés organiques des plantes et fournit un moyen de les administrer en buvant l'alcool ou en l'appliquant sur la peau. Au cours des millénaires, les humains pourraient avoir découvert de nombreux médicaments empiriques même s'ils ne pouvaient pas les expliquer scientifiquement. Et, même si la superstition s'en mêlait, les humains ont été à certaines périodes comme le Néolithique, remarquablement innovants dans la domestication et probablement la découverte de plantes médicinales ; ces connaissances se sont perdues quand les cultures concernées ont disparu mais elles peuvent être redécouvertes désormais à l'aide de l'archéologie biomoléculaire.
Par exemple, l'étude archéologique biomoléculaire du liquide contenu dans un vase de bronze étroitement fermé datant de la dynastie Shang — vers 1 050 av. J.-C. — a révélé une espèce chinoise d'absinthe/armoise  (Artemisia annua et/ou Artemisia argyi) dissoute dans un vin de riz. L'étude in vitro du composant actif de la plante — l'artémisinine ou son dérivé synthétique artésunate — a montré une efficacité contre toute une gamme de cancers[réf. souhaitée].
L'analyse de certains des premiers vins provenant de la tombe de Scorpion Ier à Abydos en Égypte — datée vers 3 150 av. J.-C. — a révélé une multitude d'additifs à base de plantes : des herbes telles que la sarriette (Satureja), une armoise (Artemisia seibeni), le bleu de tanaisie (Tanacetum annuum), la mélisse (Melissa), le séné (Cassia), la coriandre (Coriandrum), la germandrée (Teucrium), la menthe (Mentha), la sauge (Salvia) ou le thym (Thymus/Thymbra). Certains composés actifs dans ces plantes ont également montré in vitro des effets anti-cancer. Le résidus des jarres a également permis de dégager les premiers fragments de l'ADN ribosomique (jusqu'à 840 paires de base) d'un précurseur de la levure de vin/bière/pain, Saccharomyces cerevisiae.

## Re-création d'anciennes boissons
À la fin des années 1990, le laboratoire et ses collaborateurs ont analysé les résidus organiques extraordinairement bien conservés à l'intérieur du plus grand service à boire connu pour l'âge du fer, découvert dans la chambre funéraire du Tumulus de Midas à Gordion en Turquie, daté vers 740-700 av. J.-C. L'analyse chimique a permis à elle seule de reconstituer le banquet funéraire : une boisson fermentée à base de raisins, d'orge et de miel, autrement dit du vin, de la bière et de l'hydromel, servie avec un ragoût épicé d'agneau grillé et de lentilles.
Une première re-création du banquet s'est tenue au Penn Museum en 2000. D'autres dîners ont eu lieu en Californie, au Michigan et à Washington. La re-création qui s'est tenue sur la tombe elle-même a été filmée pour une émission spéciale de Channel 4 en Grande–Bretagne, la boisson y était servie dans des répliques de la vaisselle d'origine, les villageois de Polatli préparaient le ragoût en broyant les lentilles dans des mortiers de basalte et en rôtissant la viande à la broche sur un feu ouvert.
En recréant d'anciennes boissons alcoolisées, Patrick McGovern poursuit son étude scientifique, à la fois pour en savoir plus et pour faire revivre le passé. Sa collaboration avec la brasserie Dogfish Head Brewery a conduit aux versions commerciales de la « Midas Touch » (produit le plus primé de la brasserie dans de grands concours de dégustation), du « Château Jiahu » (basé sur les premières boissons alcoolisées chinoises) et de « Theobroma » (une interprétation de l'ancienne boisson chocolatée nommée comme le genre botanique Theobroma dont fait partie le cacaoyer et qui signifie nourriture des dieux en grec ancien). Une autre expérimentation, celle-ci non-commerciale, concerne le maïs ou la chicha de maïs, suivant les traditions de l'ancien Empire inca où le maïs rouge péruvien était mâché pour transformer les glucides en sucres ; des baies peuvent être également ajoutées. Une re-création du breuvage égyptien « Ta-Henket » (pain-bière en égyptien ancien) basé sur des preuves archéobotaniques et biomoléculaires datées entre 16 000 et 3 150 av. J.-C., a été publiée en décembre 2011[réf. souhaitée].

## Publications

### Œuvres
- (en) Patrick E. McGovern, The late bronze and early iron ages of central Transjordan : The Baq'ah valley project, 1977-1981, Philadelphie, University of Pennsylvania Museum, 1986, 398 p. (ISBN 978-0-934718-75-2, présentation en ligne).
- (en) Patrick E. McGovern, Late bronze palestinian pendants : Innovation in a cosmopolitan age, Bloomsbury Academic, coll. « JSOT/ASOR Monographs », 1er mars 1987, 184 p. (présentation en ligne).
- (en) P.E. McGovern, « Ancient ceramic technology and stylistic change », dans Scientific analysis in archaeology and its interpretation, Oxford University, coll. « Oxford University Committee for Archaeology, Monograph 19 / UCLA Institute of Archaeology, Archaeological Research Tools 5 », 1989, 63-81 p. (lire en ligne [PDF]).
- (en) Patrik E. McGovern et Tine Bagh (contributeur), The foreign relations of the "Hyksos" : a neutron activation study of middle bronze age pottery from the eastern mediterranean, Oxford, Archaeopress, 2000, 242 p. (présentation en ligne).
- (en) Patrick E. McGovern, Ancient wine : The search for the origins of viniculture, Princeton University Press, 2007, 392 p. (ISBN 978-0-691-12784-2 et 9781400849536, lire en ligne).Premières éditions en anglais en 2003/2006[réf. souhaitée].Ouvrage qui a reçu le grand prix de l'histoire, de la littérature et des beaux-arts de l'Organisation internationale de la vigne et du vin ainsi que deux autres prix[réf. souhaitée].Traduction en français sous le titre Naissance de la vigne et du vin [« Ancient Wine »] (trad. de l'anglais par Eleonore Obis), Paris, Libre & solidaire, 2016, 462 p. (ISBN 978-2-37263-012-2 et 2-37263-012-1, présentation en ligne).
- (en) Patrick E. McGovern, Uncorking the past : The quest for wine, beer, and other alcoholic beverages, Berkeley, University of California Press, 2009, 352 p. (ISBN 978-0-520-26798-5, présentation en ligne). Ouvrage qui a reçu un prix de l'Institut archéologique américain.
- (en) Patrick E. McGovern, Ancient brews : rediscovered and re-created, W. W. Norton & Company, 2017, 352 p. (présentation en ligne).

### Ouvrages collectifs
- (en) Patrick E. McGovern (dir.) et M.R. Notis (dir.), Cross-craft and cross-cultural interactions in ceramics, Westerville, American ceramic society, coll. « Ceramics and civilization » (no IV), 1989 (présentation en ligne).
- (en) William R. Biers et Patrick E. McGovern, Organic contents of ancient vessels : materials analysis and archaeological investigation, Penn Museum/MASCA[note 1], coll. « Research papers in science and archaeology (Vol. 7) », 1990, 80 p. (ISBN 978-0-924171-97-0, présentation en ligne).
- (en) Frances W. James et Patrick E. McGovern (2 volumes), The late bronze egyptian garrison at Beth Shan : a study of levels VII and VIII, Philadelphie, Penn Museum, coll. « University museum monograph » (no 85), 1994, 304 p. (ISBN 0-924171-27-8 et 9780924171277, présentation en ligne).
- (en) Patrick E. McGovern (dir.), Stuart  J. Fleming (dir.) et Solomon H. Katz (dir.), The origins and ancient history of wine : food and nutrition in history and anthropology, Londres, Routledge / Taylor & Francis Group, 2003 (réimpr. 2004) (1re éd. 1996), 440 p. (ISBN 1-135-30094-1 et 9781135300944, présentation en ligne).
- (en) J.F. Vouillamoz, P.E. McGovern, A. Ergul, G. Söylemezoglu, G. Tevzadze et M.S. Grando, chap. 4.2 « Genetic characterization and relationships of traditional grape cultivars from Transcaucasia and Anatolia », dans Plant genetic resources : characterization & utilization, 2006, 144-158 p. (lire en ligne [PDF]).

### Articles
- (en) P.E. McGovern, « The innovation of steel in Transjordan », Journal of metals, vol. 40, no 7,‎ juillet 1988, p. 50-52 (lire en ligne, consulté le 6 novembre 2018).
- (en) P.E. McGovern et R.H. Michel, « Royal purple dye : the chemical reconstruction of the ancient mediterranean industry », Accounts of chemical research, vol. 23,‎ 1990, p. 152-158 (lire en ligne [PDF]).
- (en) P.E. McGovern, J. Lazar et R.H. Michel, « The mass spectrometric analysis of indigoid dyes », Journal of the society of dyers and colourists, vol. 106,‎ 1990, p. 22-25.
- (en) R.H. Michel, J. Lazar et P.E. McGovern, « Indigoid dyes in peruvian and coptic textiles of the University museum of archaeology and anthropology », Archeomaterials, vol. 6,‎ 1992, p. 69-83 (lire en ligne [PDF]).
- (en) P.E. McGovern, S.J. Fleming et C.P. Swann, « The late bronze egyptian garrison at Beth Shan : glass and faience production and importation in the late New Kingdom », Bulletin of the american schools of oriental research, nos 290-291,‎ 1993, p. 1-27 (lire en ligne [PDF]).
- (en) R.H. Michel, P.E. McGovern et V.R. Badler, « The first wine and beer : chemical detection of ancient fermented beverages », Analytical chemistry, vol. 65, no 8,‎ 8 avril 1993, p. 408A-413A (lire en ligne [PDF]).
- (en) P.E. McGovern, M.M. Voigt, D.L. Glusker et L.J. Exner, « Neolithic resinated wine », Nature, vol. 381,‎ 6 juin 1996, p. 480-481 (lire en ligne [PDF]).
- (en) P.E. McGovern, D.L. Glusker, R.A. Moreau, A. Nuñez, E. Simpson, E.D. Butrym, L.J. Exner et E.C. Stout, « A funerary feast fit for king Midas », Nature, vol. 402,‎ 23 décembre 1999, p. 863-864 (lire en ligne [PDF]).
- (en) D. Cavalieri, P.E. McGovern, D.L. Hartl, R. Mortimer et M. Polsinelli, « Evidence for S. cerevisiae fermentation in ancient wine », Journal of molecular evolution, no 57,‎ 2003, S226-S232 (lire en ligne [PDF]).
- (en) Patrick E. McGovern, Juzhong Zhang, Jigen Tang, Zhiqing Zhang, Gretchen R. Hall, Robert A. Moreau,, Alberto Nuñez, Eric D. Butrym, Michael P. Richards, Chen-shan Wang, Guangsheng Cheng, Zhijun Zhao et Changsui Wang, « Fermented beverages of pre- and proto-historic China », PNAS, vol. 101, no 51,‎ 21 décembre 2004 (lire en ligne [PDF], consulté le 6 novembre 2018).
- (en) J.S. Henderson, R. A. Joyce, G.R. Hall, W.J. Hurst et P.E. McGovern, « Chemical and archaeological evidence for the earliest cacao beverages », PNAS, vol. 104, no 48,‎ 27 novembre 2007, p. 18937-40 (lire en ligne [PDF]).
- (en) P.E. McGovern, A. Mirzoian et G.R. Hall, « Ancient egyptian herbal wines », PNAS, vol. 106, no 18,‎ 2009 (lire en ligne [PDF])  — 6 pages.
- (en) P.E. McGovern, M. Christofidou-Solomidou, W. Wang, F. Dukes, T. Davidson et W.S. El-Deiry, « Anticancer activity of botanical compounds in ancient fermented beverages (Review) », International journal of oncology, no 37,‎ 2010, p. 5-14 (lire en ligne [PDF]).
- (en) Patrick McGovern, Mindia Jalabadze, Stephen Batiuk, Michael P. Callahan, Karen E. Smith, Gretchen R. Hall, Eliso Kvavadze, David Maghradze, Nana Rusishvili, Laurent Bouby, Osvaldo Failla, Gabriele Cola, Luigi Mariani, Elisabetta Boaretto, Roberto Bacilieri, Patrice This, Nathan Wales et David Lordkipanidze, « Early Neolithic wine of Georgia in the South Caucasus », PNAS, vol. 114, no 48,‎ 13 novembre 2017, E10309–E10318 (lire en ligne [PDF], consulté le 6 novembre 2018).

### Autres formes de diffusion
Quinze histoires internationales[Quoi ?] a diffusé les découvertes de son laboratoire à un large public à travers le monde dans les journaux, à la télévision, à la radio et sur internet. Le laboratoire de recherche a été présenté dans sept programmes vidéo, y compris un long-métrage filmé au Tumulus de Midas en Turquie. Ses conclusions ont été le sujet central d'expositions dans des musées de Philadelphie, d'Athènes, de la Vallée de Napa, en France et ailleurs[réf. souhaitée].